# Occupational Safety and Health Administration
Occupational Safety and Health Administration (OSHA) er et agentur under United States Department of Labor. Den amerikanske Kongres etablerede agenturet gennem Occupational Safety and Health Act, som præsident Richard M. Nixon gjorde til gældende lov 29. december 1970. OSHA's mission er at "skabe sikre og sunde arbejdsforhold for arbejdende mænd og kvinder ved at nedfælde og håndhæve standarder, og ved at yde træning, opsøgende arbejde, uddannelse og assistance". Agenturet har også ansvaret for at håndhæve en række whistleblower-vedtægter og regulativer.

## Fodnoter
1. 1 2  "FY 2015 Department of Labor Budget in Brief" (PDF). Arkiveret fra originalen (PDF) 17. april 2016. Hentet 23. juli 2016.
2. ↑  "About OSHA". Arkiveret fra originalen 9. juni 2019. Hentet 23. juli 2016.